# Гибалов, Николай Григорьевич
Николай Григорьевич Гибалов  (13 сентября 1932, с. Найндорф, Фрайдорфский национальный еврейский район, Крымская АССР —  16 февраля 1998, г. Днепрорудное, Запорожская область, Украина) — советский механизатор, тракторист и комбайнёр. Герой Социалистического Труда (1971). Работал в Крымской области. 

## Биография
Родился 13 сентября 1932 года в селе Найндорф (ныне — Новая Деревня) Крымской АССР в многодетной крестьянской семье. Во время Великой Отечественной войны в 1941–1944 годах находился на оккупированной территории. В 1945 году от взрыва найденного в поле неразорвавшегося боеприпаса потерял три пальца на левой руке.
Был направлен в Ленинград, где окончил профессионально-техническую школу обувщиков. В 1949 году вернулся в родное село и поступил на работу в полеводческую бригаду.
В 1950 году обучался на трёхмесячных курсах трактористов. По окончании работал трактористом на тракторе СТЗ-НАТИ на Первомайской машинно-тракторной станции. Позднее водил различные трактора: «Универсал», ДТ-54. Самостоятельно освоил комбайн.
С 1966 году работал на самоходном комбайне СК-4. Комбайнёр колхоза «Знамя коммунизма» Первомайского района Крымской области Украинской ССР. Участвовал в уборочной страде не только в своем колхозе, ежегодно помогал в уборке риса в совхозе «Пятиозёрный» Красноперекопского района, неоднократно выезжал на уборку в Казахстан.
В 1970 году получил в среднем по 41 центнеру зерновых с гектара. За 23 рабочих дня намолотил 1034 тонны зерна.
После выхода на пенсию жил в городе Днепрорудное Запорожской области. Скончался 16 февраля 1998 года.

## Награды
Указом Президиума Верховного Совета СССР от 8 апреля 1971 года "за выдающиеся успехи, достигнутые в развитии сельскохозяйственного производства и выполнении пятилетнего плана продажи государству продуктов земледелия и животноводства", Николаю Григорьевичу Гибалову было присвоено звание Героя Социалистического Труда с вручением ордена Ленина и золотой медали «Серп и Молот».
8 декабря 1973 года был награжден орденом Октябрьской Революции.

## Память
В 1962 году в пгт Первомайское Крымской области был установлен памятник В. И. Ленину. Авторы: скульптор С. Федорин, архитекторы: В. Сохин и Ю. Вашкевич. Рядом с памятником установлены 2 мемориальные плиты, посвящённые кавалерам орденов Ленина и Героям Социалистического труда Первомайского района. На правой из них увековечено имя Николая Григорьевича Гибалова.